# أكيهيرو مانابي
أكيهيرو مانابي (眞鍋昭大 مانابي أكيهيرو) هو ملحن ياباني ولد في 12 أبريل 1988 في ماتشيدا، طوكيو.

## أعماله في الدراما اليابانية
- سوتس
- الكونت مونتي كريستو: الانتقام العظيم
- موعد سندريلا (بالتعاون مع كينيتشيرو سويهيرو وماساهيرو توكودا)
- حديقة الجحيم (بالتعاون مع يوكي موناكاتا و يوشيهي أويدا)
- ألايف: سجلات طبيب علم الأورام
- وعد الغد
- غوسايغيو
- الممرضة المحاربة! (بالتعاون مع يوغو كانّو)
- حبيب أختي
- الكاتب الخفي (بالتعاون مع ميغومي ساسانو، ماساهيرو توكودا و كينيتشيرو سويهيرو)
- الفتيات الراشدات (بالتعاون مع MAYUKO و كينيتشيرو سويهيرو)
- أنلاكي غيرل!

## أعماله في الأنمي

### مسلسلات أنمي تلفزيونية
- شينيا! تينساي باكابون (بالتعاون مع كينيتشيرو سويهيرو)
- جوشينكي باندورا
- إن/سبيكتر

### أنمي الإنترنت
- سيستوس: المقاتل الروماني

## أعماله في ألعاب الفيديو
- نيوه 2 (بالتعاون مع يوغو كانّو)